# 선루프

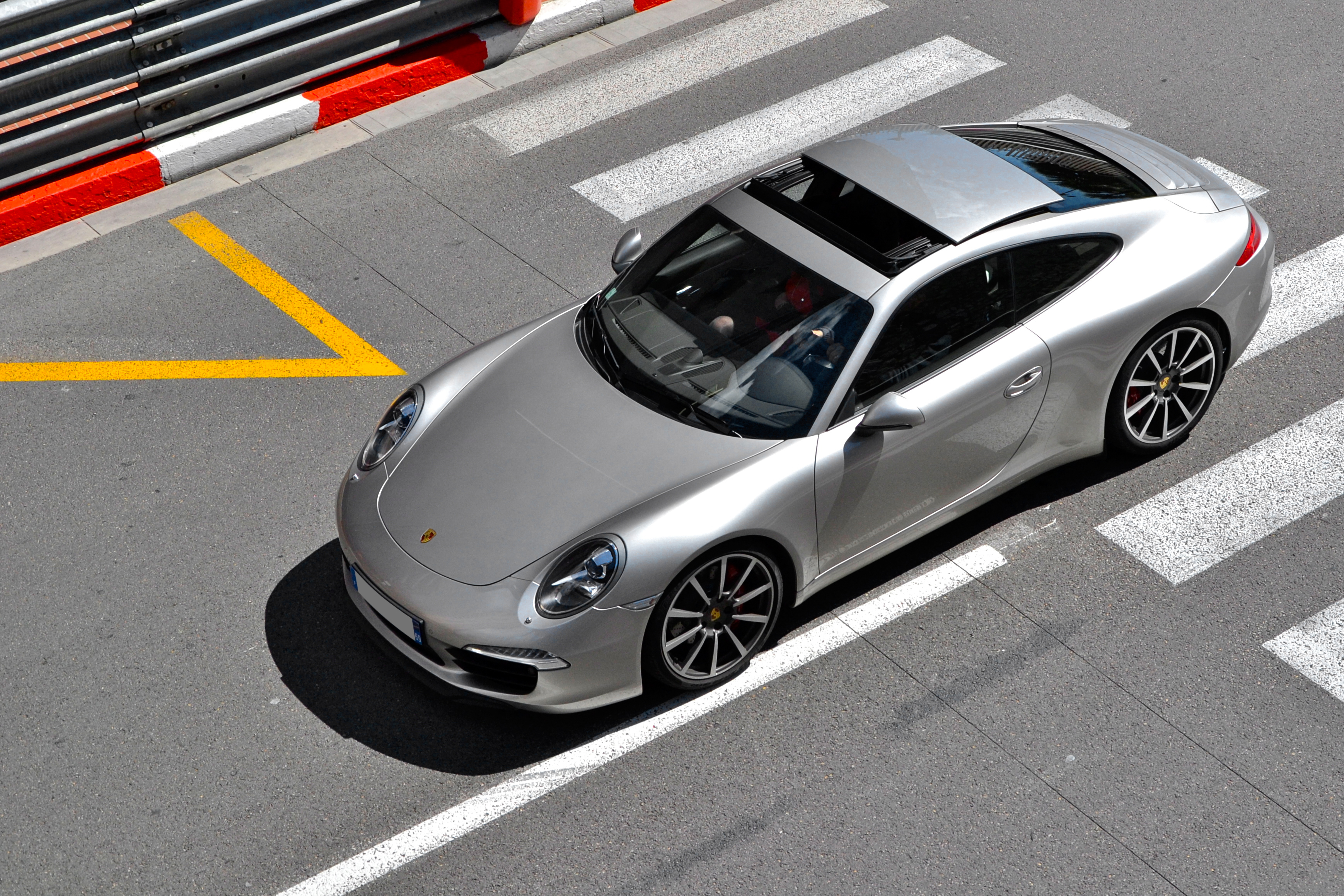
포르쉐 911의 슬라이딩 선루프

선루프(sunroof), 또는 지붕창은 자동차 루프 내의 창의 덮개를 열 수 있게 하는 이동식 패널이며 빛과 신선한 공기과 차량 실내로 들어올 수 있게 한다. 선루프는 수동으로 동작시키거나 모터 구동 방식으로 구성될 수 있으며 여러 모양, 크기, 스타일로 이용이 가능하다. 선루프라는 용어가 현재 루프의 유리판을 보통 의미하지만 "문루프"(moonroof)라는 용어가 승객칸 위 루프 패널에 완고하게 실장된 고정 유리틀을 의미하기 위해 역사적으로 사용되었다. 문루프는 투명하면서도 보통은 색조가 들어간 유리 패널을 갖추고 있다. 이전 용어로는 선샤인 루프(sunshine roof), 슬라이딩 헤드(sliding head), 슬라이딩 루프(sliding roof)가 있다.

## 선루프의 종류
- 팝업 선루프
- 스포일러 선루프
- 인빌트 선루프 시스템
- 폴딩 선루프
- 탑마운트 슬라이딩 선루프
- 파노라마 선루프
- 리무버블 루프 패널
- 솔라 선루프
- 전기 vs 전자
- 문루프

## 같이 보기
- 컨버터블